# Вассаму
Вассаму (яп. 和寒町 Вассаму-тё:) — посёлок в Японии, находящийся в уезде Камикава округа Камикава губернаторства Хоккайдо. Площадь посёлка составляет 224,83 км², население — 3735 человек (30 июня 2014), плотность населения — 16,61 чел./км².

## Географическое положение
Посёлок расположен на острове Хоккайдо в губернаторстве Хоккайдо. С ним граничат города Асахикава, Сибецу и посёлки Кембути, Такасу, Пиппу, Хороканай.

## Население
Население посёлка составляет 3735 человек (30 июня 2014), а плотность — 16,61 чел./км². Изменение численности населения с 1980 по 2005 годы:
| 1980 | 6696 чел. |  |
| 1985 | 6335 чел. |  |
| 1990 | 5623 чел. |  |
| 1995 | 5002 чел. |  |
| 2000 | 4710 чел. |  |
| 2005 | 4238 чел. |  |

## Символика
Деревом посёлка считается вяз, цветком — Erythronium japonicum.